# Birgitta Svendén
Répertoire
opéra, oratorio, musique sacrée, lieder, mélodies
Scènes principales
festival de Bayreuth, opéra royal de Stockholm, Metropolitan Opera

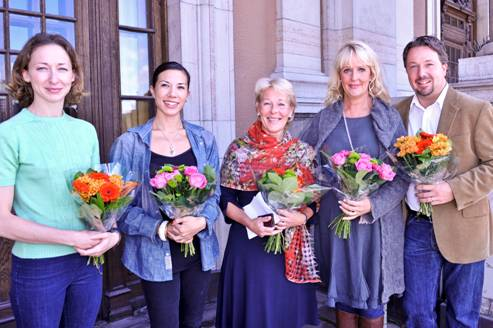
2010 : les danseurs Nadja Sellrup et Gina Tse entourent Birgitta Svendén, directrice générale de l'opéra royal de Stockholm avec, à ses côtés, les artistes lyriques Marianne Eklöf et Jesper Taube.

Kersti Birgitta Svendén, née Lundberg le 20 mars 1952 à Porjus dans le comté de Jokkmokk, est une mezzo-soprano suédoise. Durant la saison 2005-2009, elle est rectrice de l'École d'opéra de Stockholm (sv) (école d'opéra de Stockholm). À partir de l'automne 2009, elle est nommée assistante de direction de l'Opéra royal puis en devient la directrice générale dès février 2010.  Elle passe son enfance à Vuollerim avant de se former à l'École d'opéra de Stockholm (sv). Sa typologie de mezzo-soprano wagnérienne la fait compter parmi les figures de proue  du festival de Bayreuth ainsi que de maintes autres scènes lyriques à travers le monde. Elle est en outre connue pour avoir personnifié avec brio le rôle-titre de Carmen au cours d'une nouvelle production de l'Opéra royal, une incarnation majeure qui l'accompagnera de façon prépondérante tout au long d'une carrière vouée à l'international.

## Prix et distinctions
- 1995 – Hovsångerska
- 1998 – Académie royale suédoise de musique (Kungliga Musikaliska Akademien) : membre d'honneur du Conseil no 920
- 2001 – Académie de la gastronomie (sv) : titulaire de la plaque no 15
- 2004 – Docteur honoris causa de l'université de technologie de Luleå (Luleå tekniska universitet)
- 2010 – Medaljen för tonkonstens främjande
- 2013 – Docteur honoris causa du collège universitaire de Mälardalen[2] (Mälardalens högskola)
- 2015 – Stockholms stads Bellmanpris (sv)

## Discographie
- Erda i Wagners Das Rheingold och Siegfried. Bayreuth. Dir. Daniel Barenboim. Teldec 0630-10010-2.
- Grimgerde i Wagners Die Walküre. Bayreuth. Dir. Daniel Barenboim. Teldec 0630-10010-2.
- Första Nornan i Wagners Götterdämmerung. Bayreuth. Dir. Daniel Barenboim. Teldec 0630-10010-2.
- Första Nornan i Wagners Die Götterdämmerung. Bayreuth 2007. Dir. James Levine. DVD. DG. Läst 4 februari 2013.
- Wagner, Richard, Die Götterdämmerung. Bayreuth 30 juli 1983. Behrens, Jung, Haugland, Fassbaender, Barstow, Becht, Evans, Svendén, Gjevang; dir. G.Solti (4 CD). Premiere Opera 2510-4. (www.premiereopera.com). Läst 8 januari 2013.
- Erda i Wagners Das Rheingold och Siegfried. Metropolitan Opera. DG 471 678-2. Svensk mediedatabas.
- Magdalene i Wagners Die Meistersinger von Nürnberg. Bayreuth. Dir. Horst Stein. DVD. DG. Läst 8 januari 2013.
- Magdalene i Wagners Die Meistersinger von Nürnberg. Bayreuth. Dir. Daniel Barenboim. Teldec 2564 67899-9. Läst 8 januari 2013.
- Söderman, August, Catholic mass; Die Wallfahrt nach Kevlaar. Sterling CDS-1030-2.
- Söderman, August, Katolsk mässa. Med Ann-Christine Biel, Per Arne Wahlgren, Curt Appelgren. Musikhögskolans symfoniorkester. Dir. Per Borin. Caprice CAP 1306. Svensk mediedatabas.
- Alfvén, Hugo, The Lord's Prayer. Dir. Gustaf Sjökvist. Norrköping Symphony Orchestra, Stockholm Cathedral Choir, Stockholm Motet Choir, Birgitta Svendén, Rolf Leanderson, Iwa Sörenson, Christer Solén. Bluebell ABCD 025.
- Rangström, Ture, Sånger/Songs. Med Håkan Hagegård; Thomas Schuback, piano. Musica Sveciae MSCD 629. Svensk mediedatabas.
- Gefors, Hans, Christina-scener. Ur operan Christina av Hans Gefors. Phono Suecia PSCD 73. Svensk mediedatabas.
- Wagner, Richard, Der Fliegende Holländer. (Gesamtaufnahme). James Morris, Deborah Voigt, Ben Heppner, Jan-Hendrik Rootering, Paul Groves, Birgitta Svendén. Dir. James Levine. Sony Classical S 2 K 66342 (01-066342-10/1, 01-066342-10/2). Svensk mediedatabas.
- Första Nornan i Wagner, Die Götterdämmerung [Hybrid SACD]. Netherlands Philharmonic Orchestra, dir. Hartmut Haenchen; Alexandra Coku, Birgitta Svendén, Elena Zhidkova, Gunter Von Kannen, Irmgard Vilsmaier, Kurt Rydl, Linda Watson, Michaela Schuster, Robert Bork, Stig Fogh Andersen. Etcetera ETC 5503 (4 CD).
- Musica Sveciae. Highligts. Musica Sveciae MSCD 902.
- Mary i Der Fliegende Holländer. Dir. Nelsson. Paris, 2002. Premiere Opera 3954-2.(www.premiereopera.com). Läst 8 januari 2013.
- Beethoven, Symphony No. 7; Wagner, Siegfried, 3rd Act. Dir. James Levine, Munich Philharmonic Orchestra, Ben Heppner, Birgitta Svendén, Linda Watson. Oehms. Läst 8 januari 2013.
- Debussy, Pelléas et Mélisande. Dir. Armain Jordan. Madrid, 2002. Premiere Opera 7109-3. (www.premiereopera.com).
- Tchaikovsky, öa Dame de pique. Metropolitan Opera, 1996. House of Opera CD11123. (www.operapassion.com).
- Olga i Tchaikovsky, Eugène Onéguine. Metropolitan Opera, 1992. House of Opera CD85928. (www.operapassion.com).
- Olga i Tchaikovsky, Eugen Onegin. Kungliga Hovkapellet, Stockholm. Dir. Sixten Ehrling. 1982. Med Håkan Hagegård, Jadwiga Koba, Helge Brilioth m.fl. House of Opera CD11050. (www.operapassion.com).
- Clairon i Strauss, Richard, Capriccio. Dir.Leif Segerstam. Stockholm, 1999. House of Opera CD88967. (www.operapassion.com).
- Page i Richard Strauss, Salome. Stockholm, 1984. House of Opera CD10898. (www.operapassion.com).
- Rangström, Ture, Sånger. Med Håkan Hagegård. Thomas Schuback, piano. Musica Sveciae MSCD 629. Svensk mediedatabas.
- Sandström, Sven David, Requiem. Caprice CAP 22027-1--22027-2. Svensk mediedatabas.
- Grands lieder. Sånger av Mahler, Elgar och Zemlinsky. Orchestre Philharmonique de Nice. Dir. John Carewe. 1991. Forlane UCD 16642. Svensk mediedatabas.
- Upptäckter. Med Iwa Sörenson. Lennart Hedwall, piano. Bluebell of Sweden Bell 201. Svensk mediedatabas.
- Svensk opera. Kungliga hovkapellet. Operakören. Dir. Sixten Ehrling. 1983. Caprice CAP 1262. Svensk mediedatabas.
- Metropolitan Opera gala 1991 : 25th anniversary at Lincoln Center. Dir. James Levine. VHS. Deutsche Grammophon 072 428-3. Svensk mediedatabas.

## Concerts
- Beethoven, Missa solemnis. Valencia, 2000. House of Opera CD83671. (www.operapassion.com)
- Mendelssohn, Elias. Dir. Kurt Masur. Paris, 2003. Premiere Opera 8151-2. (www.premiereopera.com).

## Source
- (sv) Cet article est partiellement ou en totalité issu de l’article de Wikipédia en suédois intitulé « Birgitta Svendén » (voir la liste des auteurs).